# RŠÚJ Západné Slovensko
RŠÚJ Západné Slovensko je statistická oblast Eurostatu úrovně NUTS 2. Její území je tvořeno územím Trnavského, Trenčínského a Nitranského kraje.

## Členění oblasti
| RŠÚJ 2                 | RŠÚJ 2 | RŠÚJ 3          | RŠÚJ 3 | LŠÚJ 1                     | LŠÚJ 1 |
| oblast                 | kód    | kraj            | kód    | okres                      | kód    |
| ---------------------- | ------ | --------------- | ------ | -------------------------- | ------ |
| RŠÚJ Západné Slovensko | SK02   | Trnavský kraj   | SK021  | Okres Dunajská Streda      | SK0211 |
| RŠÚJ Západné Slovensko | SK02   | Trnavský kraj   | SK021  | Okres Galanta              | SK0212 |
| RŠÚJ Západné Slovensko | SK02   | Trnavský kraj   | SK021  | Okres Hlohovec             | SK0213 |
| RŠÚJ Západné Slovensko | SK02   | Trnavský kraj   | SK021  | Okres Piešťany             | SK0214 |
| RŠÚJ Západné Slovensko | SK02   | Trnavský kraj   | SK021  | Okres Senica               | SK0215 |
| RŠÚJ Západné Slovensko | SK02   | Trnavský kraj   | SK021  | Okres Skalica              | SK0216 |
| RŠÚJ Západné Slovensko | SK02   | Trnavský kraj   | SK021  | Okres Trnava               | SK0217 |
| RŠÚJ Západné Slovensko | SK02   | Trenčínský kraj | SK022  | Okres Bánovce nad Bebravou | SK0221 |
| RŠÚJ Západné Slovensko | SK02   | Trenčínský kraj | SK022  | Okres Ilava                | SK0222 |
| RŠÚJ Západné Slovensko | SK02   | Trenčínský kraj | SK022  | Okres Myjava               | SK0223 |
| RŠÚJ Západné Slovensko | SK02   | Trenčínský kraj | SK022  | Okres Nové Mesto nad Váhom | SK0224 |
| RŠÚJ Západné Slovensko | SK02   | Trenčínský kraj | SK022  | Okres Partizánske          | SK0225 |
| RŠÚJ Západné Slovensko | SK02   | Trenčínský kraj | SK022  | Okres Považská Bystrica    | SK0226 |
| RŠÚJ Západné Slovensko | SK02   | Trenčínský kraj | SK022  | Okres Prievidza            | SK0227 |
| RŠÚJ Západné Slovensko | SK02   | Trenčínský kraj | SK022  | Okres Púchov               | SK0228 |
| RŠÚJ Západné Slovensko | SK02   | Trenčínský kraj | SK022  | Okres Trenčín              | SK0229 |
| RŠÚJ Západné Slovensko | SK02   | Nitranský kraj  | SK023  | Okres Komárno              | SK0231 |
| RŠÚJ Západné Slovensko | SK02   | Nitranský kraj  | SK023  | Okres Levice               | SK0232 |
| RŠÚJ Západné Slovensko | SK02   | Nitranský kraj  | SK023  | Okres Nitra                | SK0233 |
| RŠÚJ Západné Slovensko | SK02   | Nitranský kraj  | SK023  | Okres Nové Zámky           | SK0234 |
| RŠÚJ Západné Slovensko | SK02   | Nitranský kraj  | SK023  | Okres Šaľa                 | SK0235 |
| RŠÚJ Západné Slovensko | SK02   | Nitranský kraj  | SK023  | Okres Topoľčany            | SK0236 |
| RŠÚJ Západné Slovensko | SK02   | Nitranský kraj  | SK023  | Okres Zlaté Moravce        | SK0237 |